# Georg Karl Christian Zachariae
Georg Karl Christian Zachariae, född 5 november 1835 i Köpenhamn, död 5 maj 1907, var en dansk officer och geodet, direktör för den danska gradmätningen. 

## Biografi
Efter att ha varit officersaspirant 1849-53 blev Zachariae sistnämnda år sekondlöjtnant vid 17:e bataljonen och kom, efter att ha genomgått Den kongelige militære højskole 1857-1861, i tjänst vid danska generalstabens topografiska avdelning, samtidigt som han även genomgick de olika vapenskolorna. I december 1863 blev han adjutant vid infanterireserven och deltog i försvaret av Danevirkeställningen och av Dybbøl, från 17 mars 1864 vid 4:e infanteribrigaden, varmed han även deltog i striden om Als, efter att han i april hade avancerat till premiärlöjtnant. 
Efter att en tid ha varit i tjänst hos generalinspektören för fotfolket blev Zachariae 1865 extralärare i topografi och geodesi vid Den kongelige militære højskole; 1868 blev han, som 1867 avancerat till kapten, fast anställd som lärare och tjänstgjorde uteslutande där till 1878, då han kom i praktisk tjänst vid 2:a bataljonen, varefter han 1879-82 var souschef vid 1:a generalkommandot. Sistnämnda år befordrades han till överstelöjtnant och chef för 24:e bataljonen; han lämnade nu lärartjänsten vid officersskolan och företog 1882 en längre utlandsresa i syfte att skaffa sig kunskaper om järnvägarnas militära användning.
I april 1884 blev Zachariae direktör för den danska gradmätningen, och detta ledde till att han 1886 valdes till medlem av den internationella gradmätningens permanenta kommission och 1903 till dess vicepresident. År 1893 blev han dessutom ledamot av Videnskabernes Selskab och 1897 av svenska Krigsvetenskapsakademien.
Under åren 1888-93 var Zachariae, som 1889 avancerat till överste, stabschef vid 2:a generalkommandot, blev därefter chef för 3:e regementet, men redan 1895 utnämndes han till generalmajor och chef för 2:a jylländska brigaden. År 1897 övertog han kommandot över 2:a själländska brigaden och ställdes 1901 i spetsen för Generalstaben. Åren 1903-05 var han generallöjtnant och kommenderande general i 1:a generalkommandodistriktet och ledde som sådan efter moderna principer manövrerna på Själland hösten 1903.
Zachariae var medlem eller ordförande för en rad olika kommissioner, således av handeldvapenkommissionen (1888), av armélagkommissionen (1893), av befästningskommissionen (1898-1901) och av kommissionen för utarbetande av en ny militär rättegångslag (1900). Dessutom deltog han 1897 i de stora manövrerna i Frankrike, fungerade år 1899 som överstridsdomare under de stora manövrerna på Själland och ledde 1902 en generalstabsövning.

## Den danska gradmätningen
Från 1884 planlade och ledde Zachariae, som efterträdare till Carl Christopher Georg Andræ, den danska gradmätningen. Denna gick i huvudsak gick ut på en närmare undersökning av den matematiska jordytan, den så kallade geoiden, och särskilt dess avvikelser från sfäroiden som grundform, och snart påbörjades en precisionsnivellering, som efterhand utsträcktes över hela Danmark. Vad som därvid särskilt väckte uppmärksamhet var det särdeles noggranna och rationella sätt, varpå nivelleringen fördes över de vatten som åtskiljer landsdelarna.
År 1890 påbörjades breddbestämningar i triangelpunkterna och 1895 relativa tyngdmätningar, liksom en ny sammanslutning mellan det danska och det svenska triangelnätet vid Öresund. Om dessa arbetens framsteg framlade Zachariae berättelser på internationella geodetiska möten. Om olika problem vid beräkningen av sådana arbetens resultat publicerade han artiklar bland annat i "Astronomische Nachrichten" och i "Videnskabernas Selskabs Oversigter". Han hade genom sin mångåriga lärarverksamhet även ett mycket stort inflytande på den geodetiska undervisningen i Danmark.